# Fratelli nella notte
Fratelli nella notte (Uncommon Valor) è un film statunitense del 1983, diretto da Ted Kotcheff.

## Trama
Il colonnello Jason Rhodes è ossessionato dalla ricerca di suo figlio Frank, dato per disperso dieci anni prima nella guerra del Vietnam. Convinto che Frank sia vivo e che sia prigioniero ancora in mano ai vietnamiti, chiede aiuto al governo, ma le autorità americane dopo la fine della guerra negano perfino l'esistenza di questi prigionieri. Attraverso ricerche private, Rhodes individua in una località del Laos il campo in cui suo figlio è tenuto segregato. Ottiene un finanziamento da un amico imprenditore, il cui figlio era stato anch'egli dato per disperso, ed organizza un blitz mettendo insieme un gruppo di reduci, alcuni dei quali erano commilitoni di Frank.